# Nicole Grochowina
Nicole Grochowina (* 1972) ist eine deutsche Historikerin und Ordensschwester der evangelischen Communität Christusbruderschaft Selbitz.

## Leben
Sie besuchte von 1983 bis 1992 die UNESCO-Projektschule, Helene-Lange-Gymnasium (Hamburg). Im Oktober 1992 begann sie das Studium an der Universität Hamburg: Geschichtswissenschaft, Japanologie, Ethnologie. Von Januar 1996 bis Februar 1997 war sie wissenschaftliche Hilfskraft am Lehrstuhl Frühe Neuzeit der Universität Hamburg. Im Juni 1997 schloss sie das Magister-Studiums der Geschichtswissenschaft und Japanologie an der Universität Hamburg mit Auszeichnung ab. Bei Jan-Philipp Reemtsma hatte sie im Juli/August 1997 einen Werkvertrag Paritätische Reichsstädte nach 1648. Gefördert von der Stiftung für Kultur und Wissenschaften, Hamburg. Von April 1998 bis Oktober 2000 war sie Promotionsstipendiatin der Studienstiftung des deutschen Volkes. Nach dem Abschluss des Promotionsverfahrens an der Universität Hamburg im April 2001 war sie von April 2002 bis Dezember 2004 Post-Doc in der Nachwuchsgruppe „Eigentums- und Besitzrechte von Frauen in der Rechtspraxis des Alten Reiches, 1648-1806“ an der Friedrich-Schiller-Universität Jena (Thema: Eigentums- und Besitzstreitigkeiten von Frauen vor dem Jenaer Schöppenstuhl in Rechtsdiskurs und Rechtspraxis. Projekt: Eigentumskultur und Geschlecht im Alten Reich – Besitz- und Eigentumsstreitigkeiten von Frauen vor dem Jenaer Schöppenstuhl im ausgehenden 18. Jahrhundert). Im Juli 2003 hatte sie ein Stipendium für das Sommer-Institut für Nachwuchswissenschaftler des Wissenschaftskollegs Berlin und des Max-Weber-Kollegs zu „Religion und Säkularisierung“. Im Juli 2004 forschte sie im Humanities Research Center, Durham, North Carolina. Von Dezember 2004 bis Dezember 2006 hatte sie ein Habilitationsstipendiatin der FSU-Jena. Von Oktober 2005 bis Dezember 2008 war sie Teilprojektleiterin des Teilprojekts A4 „Geschlechterbeziehungen und Aufklärung“ am SFB 482 „Ereignis Weimar-Jena. Kultur um 1800“ an der Friedrich-Schiller-Universität Jena. Von Dezember 2006 bis Dezember 2008 war sie Oberassistentin am Historischen Institut der Friedrich-Schiller-Universität Jena.  Nach der Habilitation und Erteilung der Lehrbefugnis am 27. November 2007 für Neuere Geschichte an der Friedrich-Schiller-Universität Jena lehrt sie seit April 2012 als Privatdozentin an der Friedrich-Alexander-Universität Erlangen-Nürnberg (FAU) am Lehrstuhl für Geschichte der Frühen Neuzeit, von 2018 bis 2023 war sie wissenschaftliche Assistentin und Projektmitarbeiterin am (Lehrstuhl neuere Kirchengeschichte II). Im WS 2023/24 vertritt sie den Lehrstuhl „Geschichte der Frühen Neuzeit“ an der FAU.
Ihre Forschungs- und Interessenschwerpunkte sind Konfessionsgeschichte/konfessionelle Ambiguität, Ordenstheologie, Rechtsgeschichte, Frauen- und Geschlechtergeschichte und Erinnerungskultur.
Seit 2008 ist sie Mitglied in der Communität Christusbruderschaft Selbitz, einem evangelischen Orden mit Hauptsitz in Oberfranken.
2020 wurde sie in die Landessynode der Evangelisch-Lutherischen Kirche in Bayern berufen (Amtszeit 2020 bis 2026), 2021 in die 13. Synode der Evangelischen Kirche in Deutschland und zugleich in die 13. Generalsynode der Vereinigten Evangelisch-Lutherischen Kirche Deutschlands (Amtszeit 2021 bis 2027).
Am 11. November 2024 wurde sie von der Synode der Evangelischen Kirche in Deutschland zum Mitglied des Rates der Evangelischen Kirche in Deutschland für eine Amtszeit bis 2027 gewählt.

## Schriften (Auswahl)
- als Herausgeberin mit Steffen Bruendel: Kulturelle Identität. Über den Zusammenhang von Vergangenheitsdeutung und Zukunftserwartung für die Konstruktion Kollektiver Identitäten (= Les travaux du Centre Marc Bloch. Band 18). Centre Marc Bloch, Berlin 2000, ISBN 2-11-091094-1.
- Indifferenz und Dissens in der Grafschaft Ostfriesland im 16. und 17. Jahrhundert (= Europäische Hochschulschriften. Reihe 23. Theologie. Band 766). Lang, Frankfurt am Main/Berlin/Bern/Bruxelles/New York/Oxford/Wien 2003, ISBN 3-631-39820-4 (zugleich Dissertation, Hamburg 2001).
- als Herausgeberin mit Hendrikje Carius: Eigentumskulturen und Geschlecht in der Frühen Neuzeit (= Comparativ. Band 4). Leipziger Universitätsverlag, Leipzig 2005, ISBN 3-86583-080-3.
- als Herausgeberin mit Stefanie Freyer und Katrin Horn: FrauenGestalten Weimar-Jena um 1800. Ein bio-bibliographisches Lexikon (= Ereignis Weimar-Jena. Kultur um 1800. Ästhetische Forschungen. Band 22). Winter, Heidelberg 2009, ISBN 3-8253-5471-7.
- Das Eigentum der Frauen. Konflikte vor dem Jenaer Schöppenstuhl im ausgehenden 18. Jahrhundert (= Veröffentlichungen der Historischen Kommission für Thüringen. Kleine Reihe. Band 26). Böhlau, Köln/Weimar/Wien 2009, ISBN 978-3-412-20289-7 (zugleich Habilitationsschrift, Jena 2007).
- als Herausgeberin mit Rainer Oechslen: Streit der Religionen – Konflikt und Toleranz. Evangelisch-Lutherische Kirche in Bayern zum Themenjahr 2013 „Reformation und Toleranz“. Mabase-Verlag, Nürnberg 2013, ISBN 9783939171294.
- Franziskus und Luther. Freunde über die Zeiten (= Franziskanische Akzente. Band 12). Echter, Würzburg 2017, ISBN 3-429-04316-6.
- Reformation (=Seminar Geschichte). de Gruyter. Berlin, Boston 2019, ISBN 978-3-11-045473-4
- als Herausgeberin mit Herbert Lauenroth und Lothar Penners: Prophetie im Prekären. Reflexionen zum »Miteinander für Europa«. LIT, Münster 2019,  ISBN 978-3-643-14467-6
- mit Mervat Kelli, Adriana Valerio: La madre di Dio. Maria nelle confessioni cristiane. Mailand 2022.
- mit Albrecht Schödl (Hg.): „Das Land ist sehr gut.“ Gemeinsames Leben neu erkundet. Leipzig 2022.
- mit Klaus Fitschen und Oliver Schuegraf (Hg.): Lutheran Identity. Cultural Imprint and Reformation Heritage. Gütersloh 2023.
- mit Astrid von Schlachta (Hg.): Täuferisches Leben in Bayern. Eine Spurensuche. Leipzig 2023.